# Nate Archibald
Nota: Para ver al personaje de Gossip Girl, véase Nate Archibald (Gossip Girl)
Nathaniel «Tiny» Archibald (Nueva York, 2 de septiembre de 1948) es un exjugador y exentrenador de baloncesto estadounidense que desarrolló su carrera profesional en la liga NBA. Su apodo «Tiny» se debe a su baja estatura para un jugador profesional (1,85 m.).

## Trayectoria deportiva

### Universidad
Se formó como jugador en la Universidad de Texas El Paso, donde jugó entre 1967 y 1970, y en los que promedió 23,2 puntos por partido, incluyendo una sensacional temporada intermedia, en la cual llevó su récord hasta los 37,3 puntos.

### Profesional
Fue elegido en la segunda posición de la segunda ronda del Draft de 1970 por Cincinnati Royals, franquicia con la que se trasladó de ciudad hasta Kansas City, y en la que jugó sus 6 primeras temporadas en la NBA. Jugó en los Nets media temporada, y acabó recalando en Boston Celtics, donde logró su mayor éxito, un título de la NBA en la temporada 1980-81 junto a la entonces emergente estrella de la liga, Larry Bird. Acabó su carrera en Milwaukee Bucks.

## Estadísticas de su carrera en la NBA
|  | Denota temporadas en las que ganó un Campeonato de la NBA |
|  | Líder de la liga                                          |

### Temporada regular
| Año      | Equipo            | PJ  | PT  | MPP  | %TC  | %3P  | %TL  | RPP | APP  | ROB | TPP | PPP  |
| -------- | ----------------- | --- | --- | ---- | ---- | ---- | ---- | --- | ---- | --- | --- | ---- |
| 1970-71  | Cincinnati        | 82  | –   | 35.0 | .444 | –    | .757 | 3.0 | 5.5  | –   | –   | 16.0 |
| 1971-72  | Cincinnati        | 76  | –   | 43.1 | .486 | –    | .822 | 2.9 | 9.2  | –   | –   | 28.2 |
| 1972-73  | Kansas City–Omaha | 80  | –   | 46.0 | .488 | –    | .847 | 2.8 | 11.4 | –   | –   | 34.0 |
| 1973-74  | Kansas City–Omaha | 35  | –   | 36.3 | .451 | –    | .820 | 2.4 | 7.6  | 1.6 | 0.2 | 17.6 |
| 1974-75  | Kansas City–Omaha | 82  | –   | 39.6 | .456 | –    | .872 | 2.7 | 6.8  | 1.5 | 0.1 | 26.5 |
| 1975-76  | Kansas City       | 78  | –   | 40.8 | .453 | –    | .802 | 2.7 | 7.9  | 1.6 | 0.2 | 24.8 |
| 1976-77  | New York          | 34  | –   | 37.6 | .446 | –    | .785 | 2.4 | 7.5  | 1.7 | 0.3 | 20.5 |
| 1978-79  | Boston            | 69  | –   | 24.1 | .452 | –    | .788 | 1.5 | 4.7  | 0.8 | 0.1 | 11.0 |
| 1979-80  | Boston            | 80  | 80  | 35.8 | .482 | .222 | .830 | 2.5 | 8.4  | 1.3 | 0.1 | 14.1 |
| 1980-81  | Boston            | 80  | 72  | 35.3 | .499 | .000 | .816 | 2.2 | 7.7  | 0.9 | 0.2 | 13.8 |
| 1981-82  | Boston            | 68  | 51  | 31.9 | .472 | .375 | .747 | 1.7 | 8.0  | 0.8 | 0.0 | 12.6 |
| 1982-83  | Boston            | 66  | 19  | 27.4 | .425 | .208 | .743 | 1.4 | 6.2  | 0.6 | 0.1 | 10.5 |
| 1983-84  | Milwaukee         | 46  | 46  | 22.6 | .487 | .222 | .634 | 1.7 | 3.5  | 0.7 | 0.0 | 7.4  |
| Total    | Total             | 876 | 268 | 35.6 | .467 | .224 | .810 | 2.3 | 7.4  | 1.1 | 0.1 | 18.8 |
| All-Star | All-Star          | 6   | 4   | 27.0 | .450 | –    | .833 | 3.0 | 6.7  | 1.8 | 0.2 | 12.3 |

### Playoffs
| Año   | Equipo            | PJ | PT | MPP  | %TC  | %3P  | %TL  | RPP | APP | ROB | TPP | PPP  |
| ----- | ----------------- | -- | -- | ---- | ---- | ---- | ---- | --- | --- | --- | --- | ---- |
| 1975  | Kansas City–Omaha | 6  | –  | 40.3 | .364 | –    | .814 | 1.8 | 5.3 | 0.7 | 0.0 | 20.2 |
| 1980  | Boston            | 9  | –  | 36.9 | .506 | .500 | .881 | 1.2 | 7.9 | 1.1 | 0.0 | 14.2 |
| 1981  | Boston            | 17 | –  | 37.1 | .450 | .000 | .809 | 1.6 | 6.3 | 0.8 | 0.0 | 15.6 |
| 1982  | Boston            | 8  | –  | 34.6 | .429 | .000 | .893 | 2.1 | 6.5 | 0.6 | 0.3 | 10.6 |
| 1983  | Boston            | 7  | –  | 23.0 | .324 | .167 | .759 | 1.4 | 6.3 | 0.3 | 0.0 | 9.6  |
| Total | Total             | 47 | –  | 34.9 | .423 | .118 | .826 | 1.6 | 6.5 | 0.7 | 0.0 | 14.2 |

## Logros y reconocimientos
- 1 título de la NBA (1981).
- Único jugador junto con Oscar Robertson en la historia de la NBA que ha liderado en la misma temporada las estadísticas de puntos por partido (34,0) y asistencias (11,4), en la temporada 1972-73. Robertson lo hizo en la temporada 1967-68 con unos promedios de 29,2 y 9,7 puntos y asistencias por partido, respectivamente.[2][3]
- 6 veces All Star.
- Elegido MVP (jugador más valioso) en un All-Star Game en 1981.
- Elegido en 3 ocasiones en el quinteto ideal de la NBA.
- Entró a formar parte del Basketball Hall of Fame (Salón de la fama) en 1991.

- Elegido, en 1996, como uno de los 50 mejores jugadores de la historia de la NBA.
- Elegido, en 2021, en el Equipo del 75 aniversario de la NBA.